# Odensberg
Odensberg est une localité de Suède située dans la commune de Falköping du comté de Västra Götaland. Elle couvre une superficie de 0,32 km2. En 2010, elle compte 287 habitants.